# Seira lelo
Seira lelo är en urinsektsart som beskrevs av Christiansen och Bellinger 1992. Seira lelo ingår i släktet Seira och familjen brokhoppstjärtar. Inga underarter finns listade i Catalogue of Life.